# ایست چاپ (معبر)
ایست چاپ (معبر) (به انگلیسی: East Chop (ferry)) یک کشتی است که طول آن ۱۰۰ فوت (۳۰ متر) می‌باشد.